# Parque Jordão
O Parque Jordão (em hebraico:  פארק הירדן) é um parque israelense que combina turismo recreativo e sítios arqueológicos. O parque, que cobre uma área de 1.000 dunams, está localizado ao norte do Mar da Galileia, no norte do Vale de Betsaida, a leste do rio Jordão e adjacente a ele. A área do parque também inclui áreas da Reserva Natural do Parque Jordão. O parque pertence ao Fundo Israelense e é administrado pela Companhia Econômica dos Assentamentos de Golã.

## Geografia

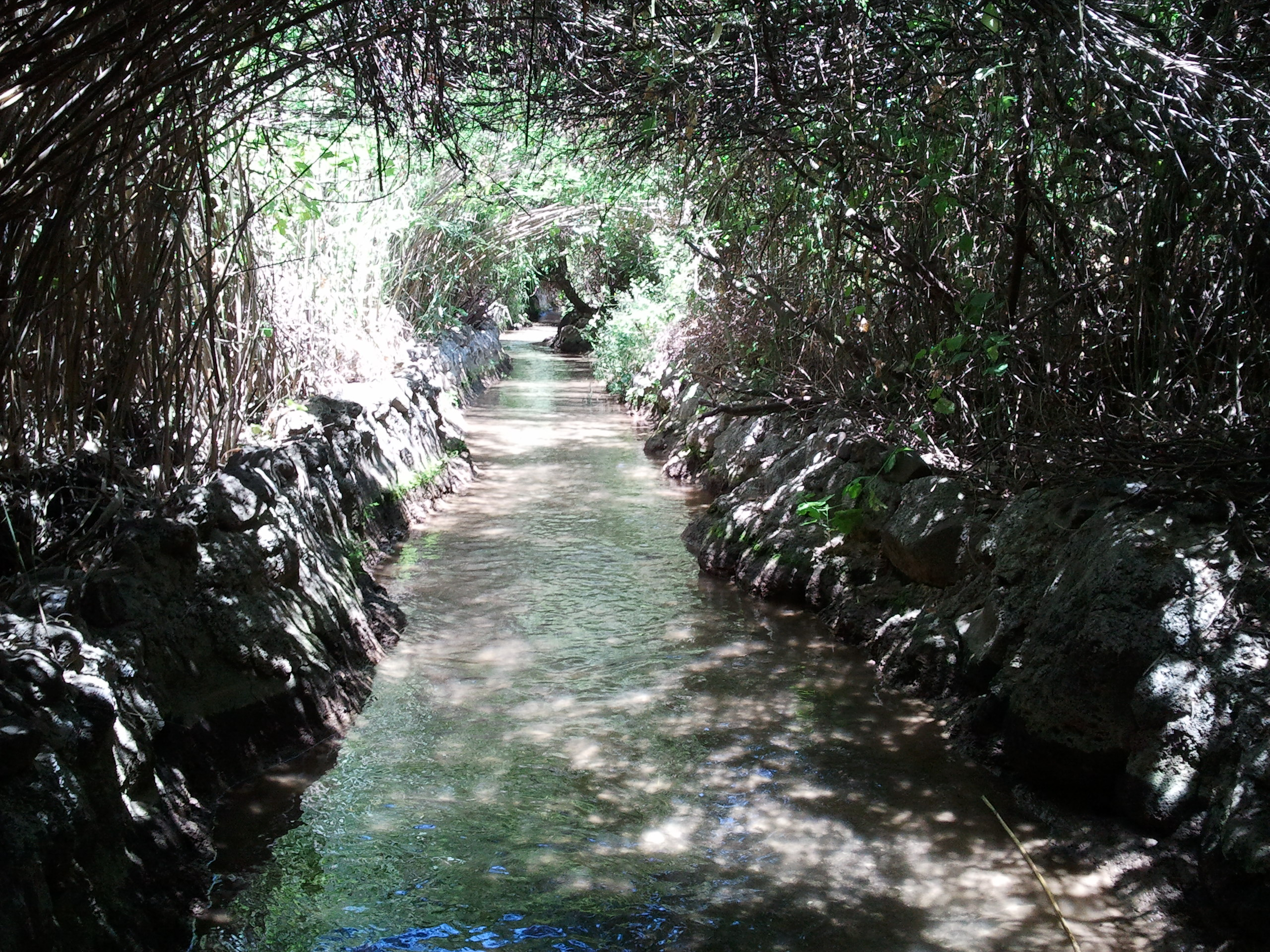
O aqueduto reformado que serve como trilha para caminhadas

Dentro da área do local, em um esporão de basalto que se eleva a uma altura de 25 metros acima da área do parque, está o sítio arqueológico de Betsaida. A colina é identificada com o Reino de Gesur que aparece na Bíblia. Outro sítio é Horbat a-Dikha, que inclui as ruínas de uma sinagoga do século V d.C. Restos de uma sinagoga também foram encontrados em Horbat a-Rafid. Vestígios arqueológicos do início da Idade do Bronze, da Idade do Ferro e do período do Segundo Templo foram encontrados no local.
O local contém ruínas de moinhos de grãos e ruínas de aquedutos. Os moinhos eram movidos pela água do Jordão, que era fornecida aos moinhos por meio de quatro aquedutos. Os moinhos permaneceram em uso até 1967. Um dos aquedutos foi reformado e tem 600 metros de comprimento e transporta água do Jordão para dois moinhos que foram restaurados no local. Em frente aos moinhos de água existe um lago que atualmente é utilizado para turismo recreativo. O aqueduto reformado também é usado em rotas turísticas e pode-se caminhar por ele.
Outra fonte de água no parque é "Ein Mishfa", que nasce no sopé de Betsaida. Não muito longe da fonte, uma piscina rasa foi escavada para onde a água da fonte flui e que também é usada para turismo recreativo. A água da fonte flui pela piscina para a ravina e deságua no Jordão.
Várias trilhas para caminhadas foram preparadas no local, passando por vários locais, por entre as moitas de vegetação, ao longo do Jordão, ao longo e dentro do aqueduto do moinho de farinha, Betsaida e da nascente.
No centro da área do parque encontra-se um bosque de eucaliptos. A vegetação do parque é composta principalmente por vegetação de riacho, incluindo arbustos de oleandro, um grande matagal de junco comum, arbustos de framboesa sagrada, erva-salgueira peluda, salgueirinha, árvores de jujuba comuns, um único sicômoro muito grande, tamareiras e outras plantas.